# Baby Looney Tunes
Baby Looney Tunes är en amerikansk-kanadensisk-koreansk animerad TV-serie som sändes från den  9 juni 2001 till den 23 december 2006 på Kids' WB.